# Kevin Nash
Pour les articles homonymes, voir Nash et Diesel.
 (décembre 2024).
Motif : Matches anecdotiques
Kevin Scott Nash (né le 9 juillet 1959 à Trenton) est un catcheur (lutteur professionnel) américain.
D'abord joueur de basketball à l'université du Tennessee puis en Allemagne au sein des Gießen 46ers, il arrête sa carrière à la suite d'une blessure au genou et s'engage dans l'U.S. Army.
Il quitte l'armée pour devenir catcheur et s'entraîne à l'école de catch de la World Championship Wrestling (WCW) où il lutte de 1990 à 1993 sous divers noms de ring. Fin 1993, il rejoint la World Wrestling Federation (WWF) où il adopte le nom de Diesel et agit comme garde du corps de Shawn Michaels. Au sein de cette fédération il remporte le championnat intercontinental, le championnat du monde par équipe avec Michaels ainsi que le championnat du monde poids-lourds de la WWF.
Il retourne à la WCW en 1996 et devient un des membres fondateurs du clan New World Order. Il y remporte le championnat du monde par équipe de la WCW à huit reprises (six fois avec Scott Hall, une fois avec Sting et enfin avec Diamond Dallas Page) et cinq fois le championnat du monde poids-lourds. Au cours de cette période, il est aussi brièvement booker de la WCW et scénarise notamment le Fingerpoke of Doom.
Il retourne à la World Wrestling Entertainment en 2002 où il reforme le New World Order avec Hulk Hogan, Scott Hall, X-Pac et Shawn Michaels avant de quitter la fédération un an plus tard. Il commence ensuite à travailler avec la Total Nonstop Action Wrestling (TNA) à partir de fin 2004 et y devient un des membres de la Main Event Mafia de 2008 à 2010 et remporte durant cette période le championnat des Légendes de la TNA à deux reprises et est ensuite champion du monde par équipe de la TNA avec Scott Hall et Eric Young.
Il retourne à la WWE en 2011 puis signe un contrat de légende (équivalent à un contrat d'ambassadeur de l'entreprise) et entre au WWE Hall of Fame en 2015.

## Carrière

### Jeunesse
Nash fait partie de l'équipe de basketball dAquinas high school d'Augusta en Géorgie et obtient une bourse universitaire pour étudier à l'université du Tennessee. Il joue au poste de pivot pour l'équipe universitaire des Tennessee Volunteers entre 1978 et 1980.
Après l'université, il part en Allemagne où il joue au sein des Gießen 46ers jusqu'à ce qu'une blessure au genou le contraint à arrêter sa carrière. Il s'engage ensuite dans l'U.S. Army et reste stationné en Allemagne.

### World Championship Wrestling (1990-1993)
Alors qu'il est encore un soldat, il rencontre le catcheur Dusty Rhodes qui lui fait remarquer qu'avec son physique il peut faire carrière comme catcheur. Il quitte l'armée et retourne aux États-Unis pour s'entraîner au WCW Power Plant, l'école de catch de la World Championship Wrestling. Il commence sa carrière sous le nom de Master Blaster Steele le 5 septembre 1990 et avec Master Blaster Blade il bat Brad Armstrong et Tim Horner.
Il change de gimmick pour incarner Oz, un personnage qui s'inspire du Magicien d'Oz et remporte son premier match simple face à Tim Parker le 19 mai 1991 au cours de SuperBrawl I,. La presse spécialisée n'apprécie pas ce gimmick puisque le Wrestling Observer Newsletter désigne Oz comme pire gimmick de l'année 1991. Il change une dernière fois de nom de ring et de personnage pour celui d'un joueur et prend le nom de Vinnie Vegas. Il fait régulièrement équipe avec Scotty Flamingo et Diamond Dallas Page avant de quitter la WCW.

### World Wrestling Federation (1993-1996)

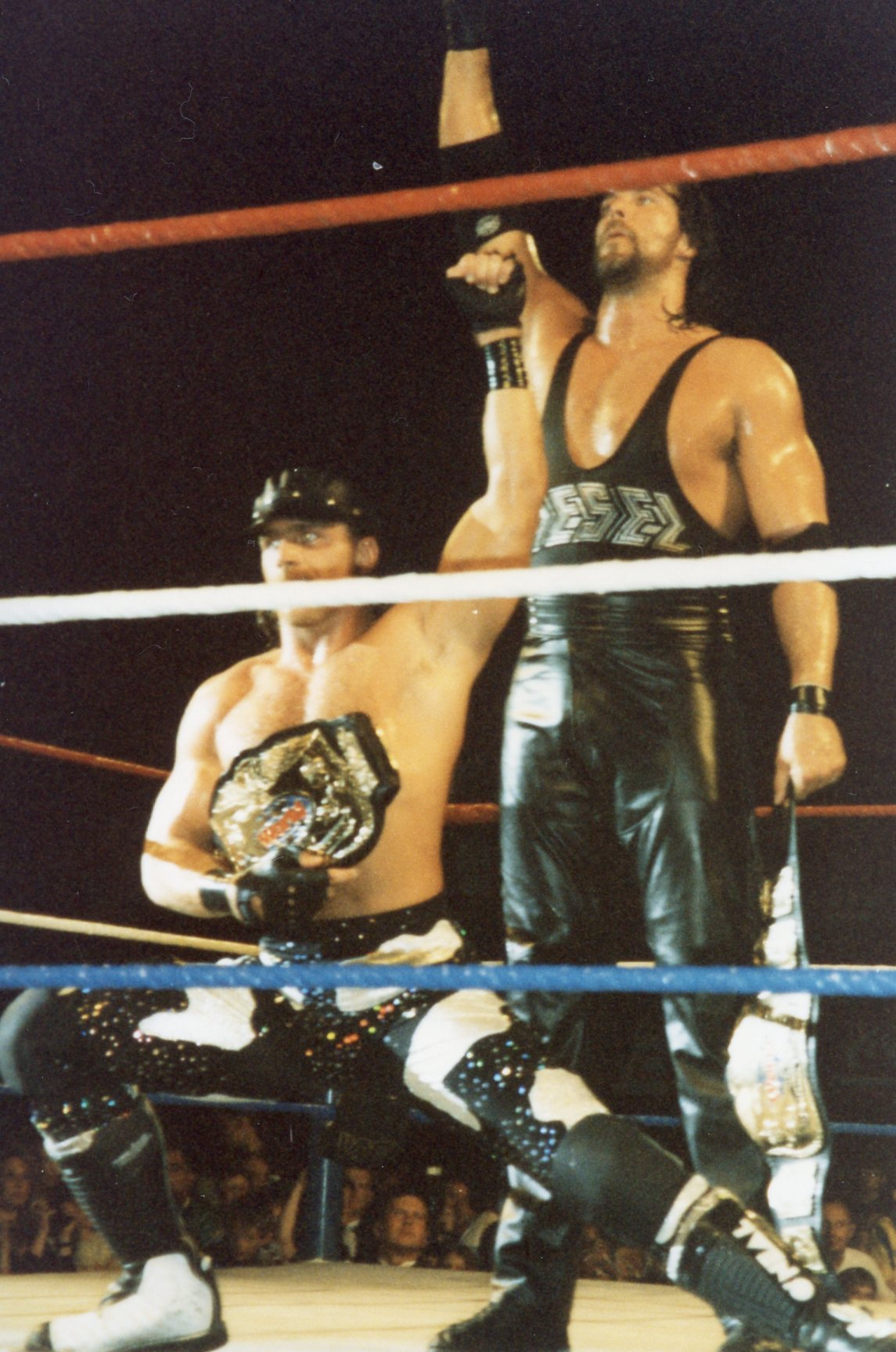
Kevin Nash avec Shawn Michaels.

Nash rejoint la World Wrestling Federation (WWF) en août 1993 et change de nom de ring pour celui de Diesel,.
Il devient le garde du corps de Shawn Michaels et commence en 1994 une rivalité avec Razor Ramon qui est le champion intercontinental de la WWF. Rapidement, il se lie d'amitié avec Michaels, Scott Hall (qui incarne Razor Ramon) et Sean Waltman aussi connu sous le nom de The 1-2-3 Kid avec qui il forme un groupe surnommé The Kliq qui va défendre les intérêts des membres du groupe auprès des bookers ainsi que de Vince McMahon. Diesel parvient à battre Ramon le 13 avril au cours de l'enregistrement du Superstars du 30 avril et du même coup remporte le championnat grâce à l'intervention en fin de match de Michaels,. Le 28 août, il devient champion du monde par équipes avec Michaels après leur victoire sur Fatu et Samu (en). Le lendemain au cours de SummerSlam, Ramon récupère le titre intercontinental. Son alliance avec Michaels à l'écran prend fin le 23 novembre au cours des Survivor Series où avec son équipier, Jeff Jarrett, Jim Neidhart et Owen Hart ils affrontent Razor Ramon, The 1-2-3 Kid, Fatu, Sionne et le British Bulldog dans un match par équipe à élimination. Diesel élimine ses adversaires les uns après les autres et il ne reste que Ramon ; Michaels lui demande de le lui laisser et de remettre debout son ennemi afin de lui porter son Sweet Chin Music, un coup de pied jambe tendu au visage. Michaels rate sa cible et touche son allié qui se met en colère forçant Michaels à quitter le ring accompagné par tous leurs équipiers du soir qui tentent d'éviter une agression. Ils rendent leur titre de champions du monde par équipes dans les jours qui suivent. Trois jours après ce match, Diesel devient champion du monde poids-lourds de la WWF après sa victoire sur Bob Backlund. Cette victoire marque aussi un changement d'attitude de sa part car il effectue un face turn. En fin d'année, le Wrestling Observer Newsletter et Pro Wrestling Illustrated lui décerne le prix du catcheur ayant le plus progressé de l'année.
Le 22 janvier 1995 au cours du Royal Rumble, il défend son titre face à Bret Hart mais leur match se termine sans vainqueur après les interventions simultanés de Shawn Michaels et Jeff Jarrett qui s'en prennent à Diesel ainsi que de Bob Backlund et Owen Hart qui eux s'attaquent à Bret Hart. Michaels et Diesel s'affrontent le 2 avril à WrestleMania XI où il conserve son titre. Le 24 avril, il bat Bam Bam Bigelow dans un match de championnat ce qui amène son adversaire à quitter la Million Dollar Corporation (en). Diesel affronte Sid, un des membres de la Million Dollar Corporation à in Your House 1 mais ce combat se termine sur la disqualification de Sid après l'attaque de Tatanka et Ted DiBiase. Bigelow et Diesel s'allient brièvement et parviennent à vaincre Sid et Tatanka le 25 juin durant le King of the Ring. La rivalité avec ce clan se conclut le 23 juillet au cours de In your House 2: The Lumberjacks où Diesel conserve son titre face à Sid dans un Lumberjack match. Après cela c'est King Mabel qui tente de mettre fin au règne de Diesel le 27 août au cours de SummerSlam mais échoue. Il fait équipe avec Michaels le 24 septembre au cours d'In your House 3: Triple Header ils l'emportent sur Yokozuna et le British Bulldog dans un match où le championnat du monde par équipe de Yokozuna et Owen Hart est en jeu ainsi que le championnat du monde poids-lourds et le championnat intercontinental de Michaels. En fin de match, Hart arrive sur le ring et Diesel fait le tombé sur lui ce qui annule le changement de titre. Le 22 octobre au cours d'In your House 4: Great White North, Bret Hart cause sa disqualification au cours d'un match de championnat face au British Bulldog. En découle un match sans disqualification lors des Survivor Series où le titre change de main et où Diesel commence un Heel turn en insultant son adversaire,. Ce changement de titre s'explique aussi par le refus de Nash d'affronter gratuitement le boxeur Mike Tyson au cours d'un spectacle de charité à Central Park.
Il participe au Royal Rumble match le 21 janvier janvier 1996 au cours du spectacle éponyme. Il entre en 22e position et élimine Tatanka, Hunter Hearst Helmsley, Owen Hart, Duke Droese et Kama avant d'être le dernier catcheur sorti par le vainqueur Shawn Michaels. Il affronte Bret Hart dans un match en cage pour le championnat du monde poids-lourds le 18 février au cours de In your Hour 6: Rage in a Cage. En fin de match, l'Undertaker arrive depuis une trappe sous le ring pour l'emmener avec lui permettant à Hart de conserver son titre. Après cet évènement, il affronte l'Undertaker le 31 mars à WrestleMania XII et ce combat se conclut par la défaite de Diesel. Il est à nouveau challenger pour le championnat du monde poids-lourds que détient Michaels à In your House VII: Good Friends, Better Enemies mais échoue. Cette défaite s'explique en partie par le contrat de Nash arrive à son terme et qu'il compte aller à la World Championship Wrestling. Le 19 mai pour son dernier combat au cours d'un spectacle non télévisé au Madison Square Garden, Diesel, Michaels, Razor Ramon et Hunter Hearst Helmsley se retrouvent ensemble sur le ring et tombent dans les bras l'un l'autre brisant la kayfabe. Cet incident connu sous le nom de Curtain Call ou incident du Madison Square Garden décrédibilise le catch à l'époque car il montre que les rivaux sur le ring sont amis dans la vie.

### World Championship Wrestling (1996-2001)

#### New World Order (1996-1999)
Début 1996, Nash signe un contrat avec la World Championship Wrestling lui garantissant au minimum un salaire de 850 000 dollars pour travailler 180 jours par an. Le 27 mai durant Monday Nitro, Scott Hall interrompt un match pour défier la WCW. Le 10 juin, Hall dévoile son allié Nash et ils demandent à avoir un match par équipes de trois face à des catcheurs de la WCW en se montrant menaçant envers Eric Bischoff. Le 16 juin au cours du Great American Bash, Bischoff les informent qu'ils vont affronter avec un équipier mystère Randy Savage, Lex Luger et Sting le 7 juillet à Bash at the Beach. Bischoff se montre dédaigeux envers Nash et Hall ce qui met en colère Nash qui fait passer le vice-président de la WCW à travers une table en effectuant une powerbomb. Le 7 juillet, Hall et Nash mettent hors combat Luger et peu de temps après Hulk Hogan arrive sur le ring et se révèle être l'équipier mystère d'Hall et Nash. Ce match se termine sans vainqueur puis Hogan, Hall et Nash forment alors le New World Order (nWo). Ils affrontent à nouveau Luger et Sting le 10 août et l'emportent cette fois ci.

#### Diverses rivalités et départ (1999-2001)
Lors de Starrcade  il bat Goldberg dans un match sans disqualification après que Scott Hall ait attaqué ce dernier avec un taser, mettant ainsi fin à la série d'invincibilité de Goldberg qui s'arrête à 174 match et remportant le WCW World Heavyweight Championship par la même occasion,.
À WCW SuperBrawl IX, lui et Scott Hall battent Konnan et Rey Misterio Jr. dans un Hair (cheveux) vs Mask (masque) match après que l'arbitre fut distrait par Miss Elizabeth, pendant que Hall détruisait Mysterio par derrière. S'ils perdaient, Miss Elizabeth devait se raser les cheveux, mais comme ils ont gagné, Mysterio a été forcé d'enlever son masque.
Le 28 août 2000, il bat Booker T et remporte le WCW World Heavyweight Championship pour la cinquième fois.

### World Wrestling Entertainment (2002-2003)

#### New World Order (2002-2003)
En février 2002, Vince McMahon fait revenir la nWo au programme, pour combattre Ric Flair. À No Way Out, Nash, Hall et Hogan reviennent en force en s'attaquant à Steve Austin après son match.
La faction ne dure pas longtemps (février à juillet 2002). Lors de cette période, Hulk Hogan a un match contre The Rock à WrestleMania et la réaction de la foule (qui se range du côté de Hogan) fait qu'il quitte la nWo pour revenir en jaune et rouge. Scott Hall abuse encore de l'alcool et disparait de la circulation quant à Nash, il se blesse au biceps. Ce dernier, de retour de convalescence, se blesse à nouveau en juillet. Cette fois c'est le genou qui est touché. Ce sera sa dernière apparition pour l'année 2002. Même si Shawn Michaels, X-Pac, Big Show et Booker T rejoignent le gang pendant un moment, la nWo sera encore abandonnée.
En avril 2003, Nash effectue un retour surprise en se rangeant du côté de Shawn Michaels et entre en rivalité contre Triple H qu'il affrontera à plusieurs reprises en pay-per-view (notamment lors d'un Hell in a Cell à Bad Blood.) Au début de l'été il est forcé de se couper les cheveux à la suite de sa défaite contre Chris Jericho. (en réalité cette coupe de cheveux est nécessaire pour le tournage du film The Punisher dans lequel Nash tient un petit rôle.) Son dernier match de l'année a lieu au Summerslam 2003.
Il se tient à l’écart de la lutte à cause d'une blessure à l’épaule.

### Total Nonstop Action Wrestling (2004-2010)

#### King of Wrestling (2004-2007)

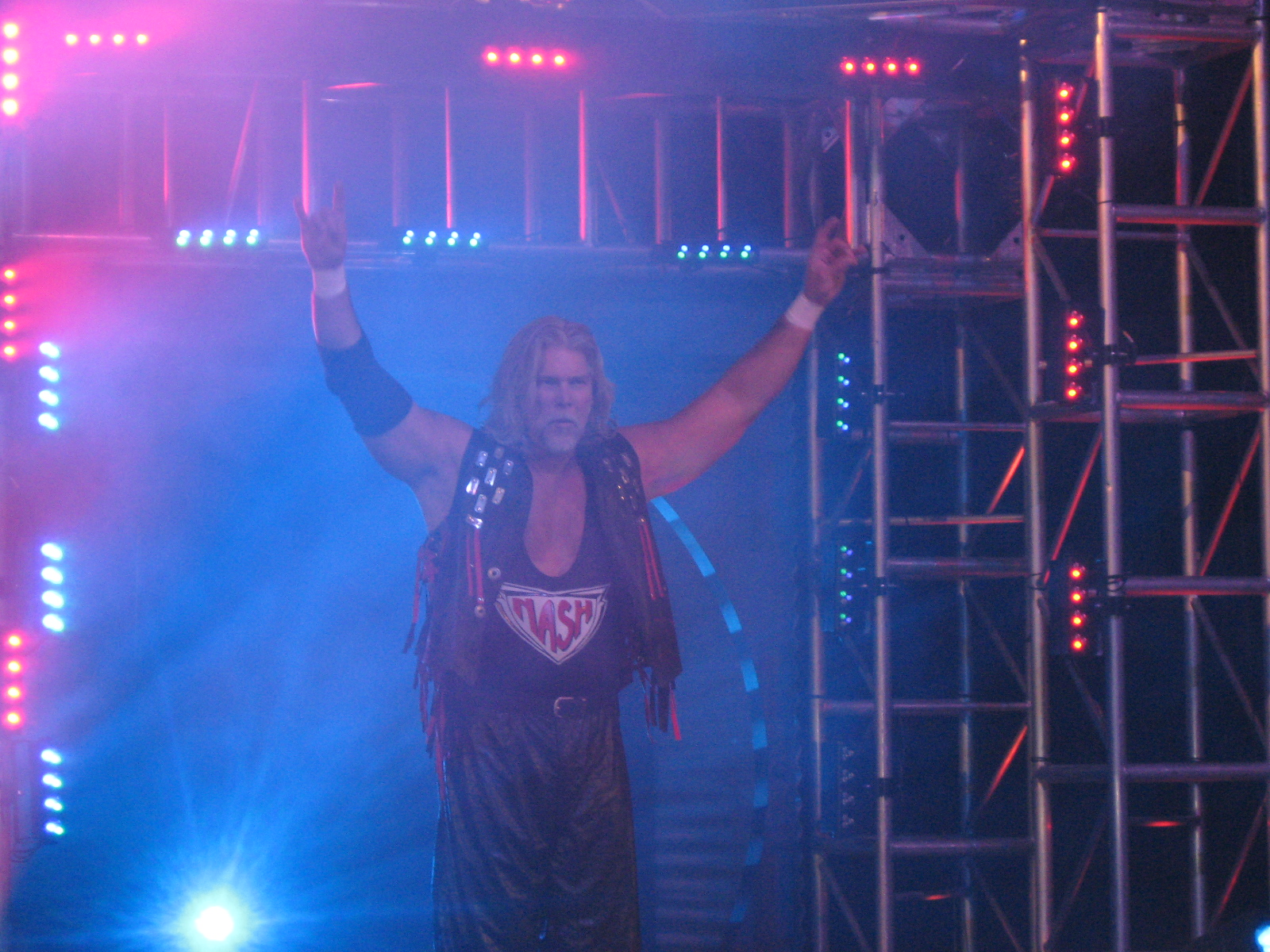
Kevin Nash à la TNA en 2008.

Nash revient au catch, encore avec Scott Hall, mais à la Total Nonstop Action Wrestling. Alors qu’il était censé aider Jeff Hardy et Hall devait être du côté de Jeff Jarrett, les deux se sont joints à Jarrett pour former les « Kings of Wrestling ». Peu de temps après, il était clair que Nash voulait le titre de Jarrett et le clan se sépare. Nash perd le match contre le champion et le mois suivant il perd contre « The Outlaw » (Billy Gunn) dans un match « Taped Fist First Blood » (un match où le premier à saigner perd).
Après une brève absence, il revient à la TNA en octobre 2005. Il devait, encore une fois combattre Jeff Jarrett pour le titre, mais le jour avant le combat, Nash est transporté d’urgence à l'hôpital pour un malaise cardiaque.
Kevin Nash est revenu le 4 mai 2006 à la TNA. Nash disait qu'il était le champion poids-lourds de la WWF qui avait rapporté le plus d'argent de tous les temps et a décrit la X Division comme « bouche-trou ». Nash a annoncé qu'il allait détruire la X Division pour réaffirmer sa position au sein de la TNA. Il a commencé sa campagne à Sacrifice 2006 le 14 mai 2006 en attaquant Puma. Le 19 mai, lors de iMPACT!, Nash a continué sa campagne en attaquant Chris Sabin peu après avoir battu Petey Williams pour gagner le tournoi World X Cup 2006 pour Team USA. Après avoir détruit le trophée de la World X Cup et avoir fait un powerbomb à Sabin, Nash a informé Sabin que la taille est un facteur.
Lors de Victory Road (2009), il bat A.J. Styles et remporte le TNA Legends Championship. Lors de la 200e d'IMPACT, il perd le titre face à Mick Foley,. À Hard Justice, il remporte pour la 2e fois le titre des légendes en battant Mick Foley grâce à une intervention d'Abyss. À No Surrender, il défendra son titre des légendes contre Abyss. Lors du TNA Impact du 27 aout, Abyss bat The Motor City Machineguns accompagné de Dr. Stevie. Stevie avait payé les Motor City Machineguns pour affronter Abyss. Cependant Stevie par une erreur coûte la victoire aux Motor City Machineguns.
Abyss furieux se saisit d’une chaise mais Kevin Nash intervient. Nash demande à Stevie s’il y a un contrat de 50 000 $ pour la tête de Abyss, car si tel est le cas Nash serait ravi de l’assurer car selon ses termes Abyss a déjà mis son nez là où il ne fallait pas : dans le business de Kevin Nash… Lors du TNA Impact du 10 septembre, Abyss bat Dr Stevie en 90 secondes avec le Black Hole Slam. Après le match, il attaque Abyss mais Mick Foley vient le sauver. Lors du TNA Impact, il affronte et bat Mick Foley dans un TNA Legends Championship Match par DQ. Pendant le match Abyss arrive avec une batte de baseball. Après le match, Abyss essaie de s'excuser auprès de Foley mais ce dernier prend la batte d'Abyss et part en backstage.
À No Surrender il gagne contre Abyss dans un $50,000 Bounty contre TNA Legends Championship. Lors du TNA Impact du 1er octobre, il bat Stevie. Lors du Impact du 8 octobre, il affronte Hermandez mais ce match se termine en No Contest à la suite de l’intervention de Eric Young contre Hernandez en cours de match. Lors de Bound for Glory (2009), il perd son titre contre Eric Young dans un Three-Way Match qui comprenaient également Hernandez. Lors du TNA Impact du 22 octobre, il gagne avec Samoa Joe contre AJ Styles et Daniels. À l’issue du match Nash porte un chokeslam sur Daniels et dit que maintenant il va s’en prendre à Eric Young. Eric Young dit qu’il fera une annonce très importante la semaine prochaine. Lors du Impact du 19 novembre, en backstage, Foley vient le voir pour en savoir plus sur l'arrivée de Hogan vu qu'il est un de ses amis. Nash lui oppose une fin de non recevoir. Lors du Impact du 3 décembre, il bat avec Eric Young Robert Roode et James Storm. Mick Foley intervient et lui réclame des explications en ce qui concerne les relations entre Hogan et Dixie Carter. Foley réclame le numéro de téléphone de Hogan pour clarifier les choses. Il conseille à Foley de se refaire une présentation car il va bientôt se retrouver sans emploi. Car le nouveau patron d’Impact fera bientôt son arrivée.
Lors du Impact du 10 décembre, il est responsable du show ce soir. Lors de Genesis, il perd avec Sean Waltman contre Beer Money. Lors du Impact du 21 janvier, Eric Young qui va combattre ce soir à ses côtés vient s'assurer que Nash est bien à 100 % à ses côtés ce soir et n'est pas encore dans la nostalgie du passé avec Hall et Waltman. Plus tard, ils perdent contre The Nasty Boys. Lors du Impact du 4 février, Bischoff en coulisse l'ordonne de détruire Foley ce soir. Puis il va à la rencontre de Hogan, car il est prêt à détruire Foley ce soir mais souhaite la réintégration de Hall et Waltman. Hogan refuse. Plus tard, il bat Mick Foley dans un No DQ match. À l’issue du match, Hall et Waltman débarque pour s’en prendre dans un premier temps à Kevin Nash et dans un deuxième temps à Mick Foley ! Lors du Impact du 18 février, Eric Young et lui débarquent. Nash prend le micro et dit que dans ce métier on a la possibilité de choisir ses amis. Il demande à Hall et Waltman de venir, ce qu’ils font bien entendu sans se faire prier.

#### Main Event Mafia et The Band (2008-2010)

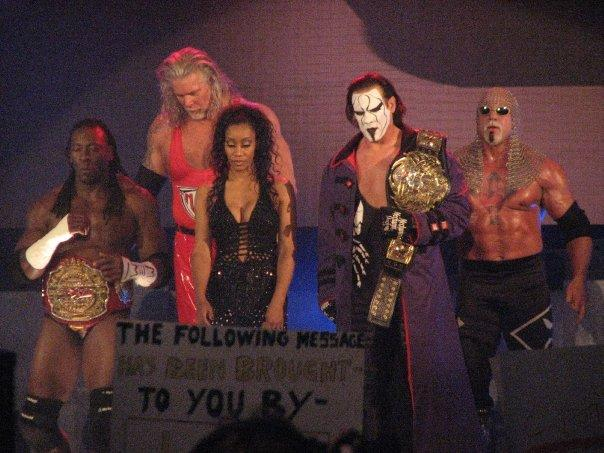
Kevin Nash avec The Main Event Mafia.

Eric Young s’attaque à Waltman et Hall et Nash finissent par se battre jusqu’à l’arrivée de la sécurité. Hogan arrive pour jeter un regard méchant sur Hall et Waltman. Lors du Impact du 8 mars, il est dans le ring il tient un contrat qui stipule que lui et Eric Young pourront affronter Hall et Waltman à Destination X. Ca sera la seule autorisation de combat pour Hall et Waltman. Hall et Waltman débarquent, Eric Bischoff rajoute que si Hall et Waltman gagnent leur match à Destination X ils auront un contrat avec la TNA. Le débat entre tout ce petit monde s’envenime rapidement et Eric Bischoff intervient pour décider du match suivant… Eric Young bat Sean Waltman. Lors du Impact du 15 mars, The Band est à l’interview et disent que leur match à Destination X est maintenant officiel ! Nash et Eric Young débarquent. Ils lancent un challenge à Hall, 5 minutes ce soir dans le ring contre Kevin Nash en l’échange de 25 000 $. Hall accepte le challenge ! Avant le match, Waltman et Hall débarquent et menottent Nash aux cordes. Ils en profitent pour procéder à un passage à tabac en règle. Eric Young tente de s’interposer mais sans succès. Waltman et Hall finissent par fuir avec le butin du match, soit 25 000 $. À Destination X, il perd avec Eric young contre Scott Hall et Sean Waltman. Hall et Waltman remportent ainsi les contrats, grâce à Kevin Nash qui se retourne contre Eric Young pendant le match. La musique de la Wolfpac finit par retentir dans l’arena ! Lors du Impact du 29 mars, le show s’ouvre sur The Band (Kevin Nash, Scott Hall et Syxx-Pac) accompagnés de Bubba the Love Sponge. Bubba va réaliser une interview de The Band.En premier lieu, Kevin Nash tient à s’excuser auprès de Eric Young. Il demande à Eric de venir. Nash propose à Eric Young d’intégrer The Band. Mais Eric frappe Nash et chacun des membres de The Band. The Band finit par neutraliser Young qui se retrouve sous les coups de The Band.Heureusement RVD et Jeff Hardy interviennent au secours d’Eric Young. Jeff Hardy annonce que le match qui opposera The Band à RVD, Jeff Hardy et Eric Young aura lieu en cage et sera le main event de la soirée ! Plus tard, The Band perdent le match. Lors du Imapct du 12 avril, The Band gagnent la Team 3D & Jesse Neal dans un 6-Man Tag Falls Count Anywhere Street Fight à la suite de la distraction imposée par Bubba The Love Sponge. À l’issue du match, Eric Young lance un challenge à Kevin Nash : un match en cage à Lockdown en un contre un. Kevin Nash accepte le challenge !
A Lockdown, il bat Eric Young. À l’issue du match, les arbitres se préoccupent d’unEric Young qui est KO. Nash annonce qu’il fera équipe ce soir avec Scott Hall pour affronter la Team 3D ! Plus tard, ils perdent face à la Team 3D dans un St. Louis Street Fight. Lors du Impact du 26 avril, The Band interviennent dans le match: Matt Morgan et Jesse Neal vs Team 3D. Team 3D et The Band se battent ensuite jusqu'en coulisse. Matt Morgan porte alors son Chockeslams sur Jesse Neal puis part en Backstage. Jesse Neal est alors allongé sur le ring, Team 3D vient alors voir s'il va bien. Neal demande alors à Morgan de revenir mais ce dernier refuse, il croise alors Hulk Hogan qui lui ordonne de retourner sur le ring. Matt Morgan et Neal se battent, alors que Matt Morgan commençait à prendre le dessus, Shannon Moore vient pour aider Jesse Neal. Neal et Moore se serrent alors la main. Lors du Impact du 3 mai, Nash et Hall dans le match: Beer Money, Inc. CONTRE Team 3D CONTRE Motor City Machine Guns. À l’issue du match, Eric Young se joint à Hall et Nash pour mettre une raclée à la Team 3D. Les Machine Guns tentent de venir au secours de la Team 3D mais c’est sans compter sur l’intervention de Beer Money, Inc. ! Lors du Impact du 13 mai, Samoa Joe qui devait être le partenaire de Morgan pour ce match débarque après la bataille et met KO Morgan ! Kevin Nash en profite pour encaisser sa Feast or Fired case contre Morgan ce qui nous conduit tout droit au match suivant… il bat avec Scott Hall Matt Morgan pour devenir les nouveaux TNA World Tag Team Champions. À Sacrifice, ils battent Ink Inc. pour conserver leurs ceintures.
Lors du Impact du 20 mai, The Band est dans la place, Eric Young se dit heureux d’être aux côtés de Kevin Nash et Scott Hall ! The Band est là pour durer à Impact ! Lors du Impact du 10 juin, Morgan fait son apparition dans l’Impact Zone, mais il est accueilli par Hogan. Hogan explique qu’il est normal que Morgan se retrouve tout seul, il est égoïste, capricieux et finit par trahir tout le monde ! Hernandez débarque sur les ordres de Hogan, il met une raclée à Morgan et finit par l’étrangler avec son T-Shirt. L’arbitre signale la blessure de Morgan, mais The Band débarque. Eric Young porte le tombé pour le compte de 3 sur un Morgan inanimé et blessé… Lors du Impact du 17 juin, le show s’ouvre ce soir sur Eric Bischoff annonçant que The Band est maintenant dépossédé de ses titres Tag Team. La raison en est le fait que Scott Hall n’a pas pu s’adapter aux standards imposés par la TNA (il est aussi accessoirement viré de la TNA). Il est repris à la TNA aux côtés de Sting. Tout le monde pensait que Sting et Kevin Nash (équipe) agissaient en tant que Heels car ils attaquaient sans cesse Hulk Hogan et Jeff Jarett en disant qu'ils étaient méchants depuis leur arrivée à la TNA, jusqu'à Bound for Glory (2010) ou Jeff Hardy et Jeff Jarett, Hulk Hogan et Bishoff deviennent Heel en attaquant les participants du TNA World Heavyweight Championship en révélant que s'était eux les "ILS" D'Abyss.
Il quitte par la suite la TNA.

### Retour à la World Wrestling Entertainment (2011-...)

#### Réapparition au Royal Rumble (2011)
Kevin Nash participe au Royal Rumble 2011 sous la gimmick de "Big Daddy Cool Diesel" en entrant no 32, recevant une ovation de la part du public, mais sera éliminé par Wade Barrett. Après sa participation au Royal Rumble, il a affirmé lors d'une interview que c'était probablement la meilleure soirée de sa carrière.
Lors d'une interview avec "ESPN Radio's Pro Wrestling Report", Kevin Nash a affirmé qu'il avait signé un contrat de "Legend" avec la WWE. Ce contrat permettra à la compagnie de produire des DVD et des figurines à l’effigie de Nash. Il a éclairci plus tard sa situation, déclarant que son contrat est d'une durée de cinq ans, et assurant que d'ici là, nous le reverrons pour au moins une apparition télévisée encore plus surprenante que son retour lors du Royal Rumble. Il fait une nouvelle apparition lors de la cérémonie du WWE Hall of Fame 2011 avec X-Pac, Triple H, et le nouveau Hall of Famer Shawn Michaels pour reformer pour la dernière fois The Kliq.

#### Rivalité avec Triple H (2011)
Le 14 août, à SummerSlam (2011), Kévin Nash fait son retour et vient porter un coup de la corde à linge et une Jackknife PowerBomb à CM Punk, après que ce dernier ait remporté le WWE Championship, ce qui offre le titre à Alberto Del Rio venu encaisser son contrat du Money in the Bank. Lors du Raw du 15 août, il affirme que Triple H lui avait alors envoyé un SMS, lui demandant de s'attaquer au gagnant du match à SummerSlam, ce que Triple H dément.
Lors du Raw du 22 août, lui et Triple H se disputent, après que Nash ait donné un coup de poing à CM Punk. Selon Nash, Triple H n'est plus le même et ne sait plus s'amuser depuis qu'il occupe un poste à responsabilités. Plus tard dans la soirée, John Laurinaitis, le Vice-Président Exécutif des Relations avec les Talents, informe Triple H que Nash est impliqué dans un accident de voiture. Ce qui n'est en fait qu'une diversion pour éloigner Triple H et permettre à Kevin Nash, plus tard dans la soirée, de venir distraire CM Punk dans son match contre John Cena, et le faire perdre. Le 5 septembre, il se fait virer par Triple H, ce dernier étant vexé que Nash lui ait mentit. De plus, il déclare avoir découvert, par le biais de caméras de surveillance, que c'était Nash qui s'était introduit dans son bureau et avait envoyé le SMS. Bien que viré, à Night of Champions (2011), il intervient dans le match sans disqualification qui oppose CM Punk à Triple H, et porte une Powerbomb sur Punk avant d'encaisser un coup de massue de Triple H, qui le tient éloigné des rings pour les semaines suivantes.
Il revient à Vengeance et attaque Triple H permettant à The Miz et R-Truth de remporter la victoire contre CM Punk, luttant seul à la suite de cette intervention. Lors d'un house-show il fait équipe avec The Miz et perd face a Triple H et CM Punk. Lors du Raw du 24 octobre, il attaque à nouveau Triple H mais avec une masse cette fois, entraînant une blessure chez ce dernier. Lors du Raw du 7 novembre, il parle de son histoire avec HHH, en passant par Shawn Michaels et quelques détails en plus. Il finit son discours en s'attaquant directement au Game, lui envoyant ce message: "I've just shown you how to play the game". Lors du Raw du 14 novembre, il interrompt le discours de Santino Marella qui se montre craintif, mais il lui dit de ne pas l'être, qu'il est un grand fan de Marella. Il lui demande ensuite de faire son petit numéro le « trombone ». Pendant qu'il l’effectue, Nash lui porte un Big Boot. Il dit que lors de son retour au Royal Rumble, il a obtenu la plus grosse ovation de la soirée sans l'aide de Triple H. Il dit que lui est présent dans ce ring contrairement à Triple H blessé. Il finit en portant sa Powerbomb sur Marella. Lors du Raw du 21 novembre, il parle un peu de sa carrière, de la Kliq rappelant que c'est avec sa bénédiction qu'Helmsley a intégré ce prestigieux clan, et dit que Triple H aurait dû être plus un ami qu'un boss lors de son retour. D'après lui, Triple H est parti pour de bon après avoir goûté à sa propre médecine.
Le 5 décembre, il livre son premier match à RAW en direct après 8 ans d'absence et bat facilement Santino Marella. Puis, il est annoncé qu'à TLC (2011), il affrontera Triple H dans un Ladder match avec un Sledgehammer au-dessus du ring. Celui qui l'attrapera pourra l'utiliser tant qu'il le voudra contre son adversaire. Lors de TLC (2011), il perd le match lorsque HHH le pousse du haut de l'échelle à travers une table et se fait agresser par Triple H à coup de Sledgehammer et se prend un Pedigree pour le tombé final. Il repart ensuite sur une civière. Le site de la WWE annonce que Kevin Nash s'est fracturé le nez pendant le match, et qu'il sera absent pendant 6 semaines. Il ne réapparaît cependant plus à la WWE depuis. Il a été présent lors du WWE Hall of Fame 2012 à Wrestlemania XXVIII.

#### Apparitions occasionnelles (2013-…)
Il apparaît lors de l'édition de NXT du 12 janvier 2013 accompagné de Triple H, Shawn Michaels, X-Pac, et de Billy Gunn. Kevin Nash participe au Royal Rumble 2014. Il est également apparu lors de l'édition Raw du 11 août 2014 au côté de Scott Hall à l'occasion de l'anniversaire de Hulk Hogan. 
En 2015, il devient Hall of Fame de la WWE.
En 2020, lors des Survivor Series, il fait une courte apparition pour les adieux de The Undertaker.

### Circuit Indépendant (2011-...)
Le 10 août 2018, il remonte sur un ring pour la première fois depuis 2016 lors d'un show de la BTW en remportant un Gauntlet match impliquant James Ellsworth, Darren Young, Todo Loco et Rex Armstrong, remportant par la même occasion le titre de ce dernier.

## Palmarès
- Big Wrestling Time

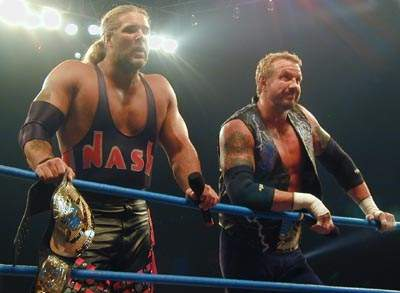
Kevin Nash et Diamond Dallas Page en tant que Champions du monde par équipe de la WCW.

  - 1 fois BTW Heavyweight Champion (actuel)
- Covey Promotions
  - 1 fois Covey Pro World Heavyweight Champion
- Total Nonstop Action Wrestling
  - 2 fois TNA Legends Championship[64]
  - 1 fois TNA World Tag Team Championship avec Scott Hall et Eric Young
  - Feast Or Fired (2009 - TNA World Tag Team Championship)
- World Championship Wrestling
  - 5 fois WCW World Heavyweight Championship[65]
  - 9 fois WCW World Tag Team Championship avec Scott Hall (6), Diamond Dallas Page (2) et Sting (1)[66]
  - WCW World War 3 (1998)
- World Wrestling Entertainment
  - 1 fois WWF Championship[67]
  - 1 fois WWF Intercontinental Championship[68]
  - 2 fois WWF World Tag Team Championship avec Shawn Michaels[69]
  - 3e Triple Crown Champion
  - WWE Hall of Fame (2015)

## Récompenses des magazines
- Pro Wrestling Illustrated
  - Catcheur ayant le plus progressé en 1994[19]
  - Catcheur de l'année 1995[19]
  - Match de l'année 1995 contre Shawn Michaels à WrestleMania XI[19]
  - 3e catcheur le plus populaire de l'année 1995[19]
  - Équipe de l'année 1997 avec Scott Hall[19]

| Année | 1991 | 1992 | 1993       | 1994 | 1995 | 1996 | 1997 | 1998 | 1999 | 2000 | 2001-2005  | 2006 | 2007       | 2008 | 2009 | 2010 |
| ----- | ---- | ---- | ---------- | ---- | ---- | ---- | ---- | ---- | ---- | ---- | ---------- | ---- | ---------- | ---- | ---- | ---- |
| Rang  | 367  | 203  | Non classé | 14   | 1    | 6    | 13   | 39   | 14   | 50   | Non classé | 271  | Non classé | 186  | 105  | 53   |

- Wrestling Observer Newsletter
  - Pire gimmick de l'année 1991 pour Oz[8]
  - Catcheur ayant le plus progressé de l'année 1994[19]
  - Pire catcheur de l'année 1999[71]
  - Catcheur le plus surestimé de l'année 1999[71]
  - Catcheur le plus surestimé de l'année 2000[72]
  - Catcheur le moins apprécié par les lecteurs de l'année 2000[72]
  - Pire rivalité de l'année 2011 contre Triple H[73]

## Filmographie

### Cinéma
- 1991 : Les Tortues Ninja 2 : Super Shredder
- 1997 : Harry à tout prix : L'homme au marteau piqueur
- 2004 : The Punisher : Le Russe
- 2005 : Mi-temps au mitard : Garde Engleheart
- 2006 : DOA: Dead or Alive : Bass Armstrong
- 2006 : Grandma's Boy : Déménageur #2
- 2010 : La rivière des ténèbres (en) : Jayden Jacobs
- 2011 : Monster Brawl (en) : Colonel Crookshank
- 2011 : The Association : Gordon
- 2011 : Almighty Thor : Odin
- 2012 : Rock Forever : Le garde du corps de Stacee Jaxx
- 2012 : Magic Mike de Steven Soderbergh : Tarzan
- 2014 : John Wick de David Leitch et Chad Stahelski : Francis
- 2015 : Magic Mike XXL de Gregory Jacobs : Tarzan
- 2020 : Chick Fight de Paul Leyden : Ed
- 2022 : Dog de Reid Carolin et Channing Tatum : Gus

### Télévision
- 1992 : Swamp Thing: La série : Quixo (saison 2, épisode 10, "The Old House of Mayan")
- 1992 : Super Force : Iau / Lau (2 épisodes)
- 1996 : Sabrina, l'apprentie sorcière : Le géant (saison 1, épisode 23, "Voyage à Salem")
- 2009 : Brothers (en) : Lui-même (épisode 4 : "Snoop/Fat Kid")